# Eldir

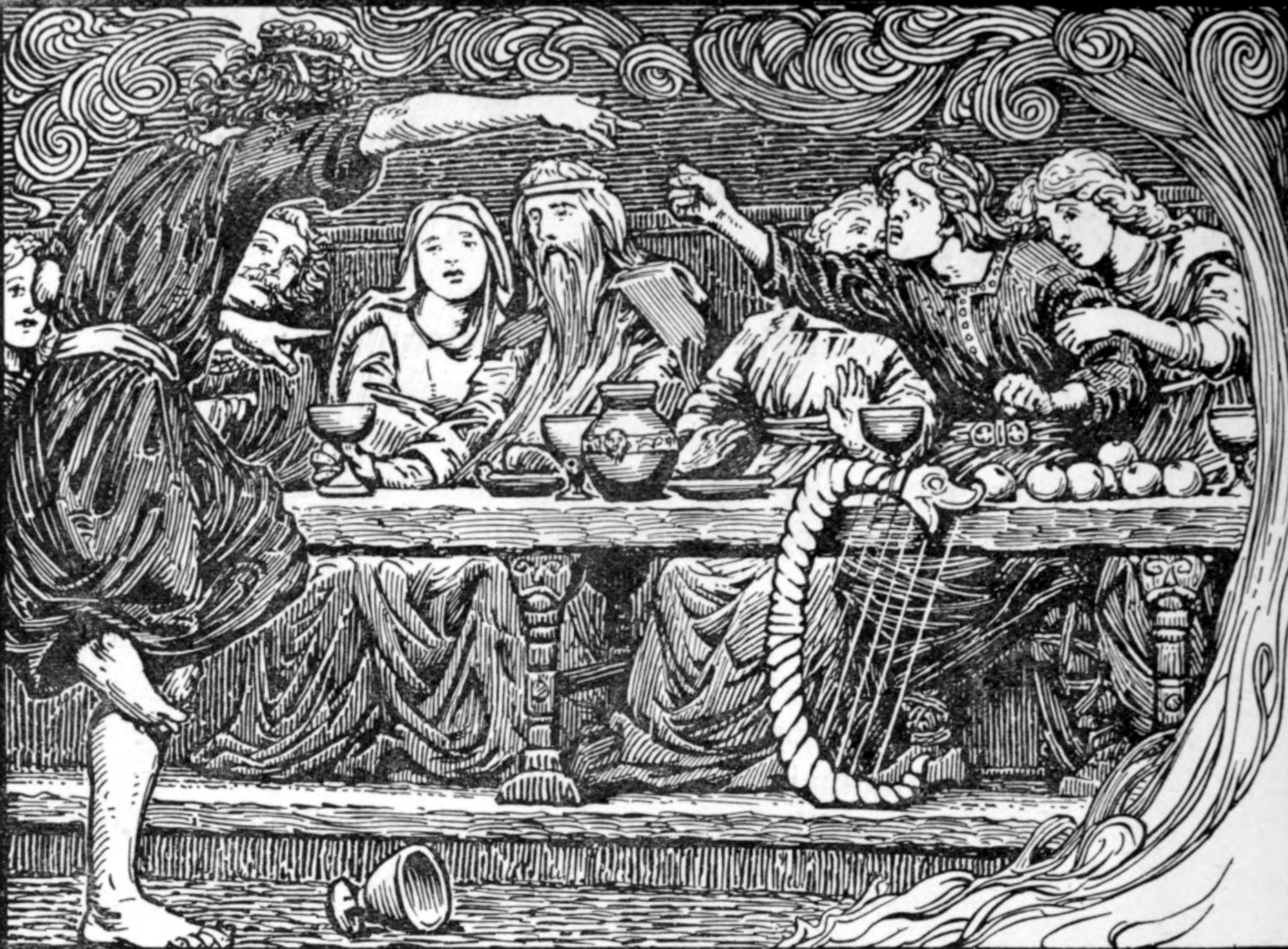
Loke bråkar med Brage på Ägirs gille. Bild av W.G. Collingwood, 1908.

Eldir är i nordisk mytologi havsjätten Ägirs tjänare eller träl. Han nämns som tjänare (þjónustumaðr) i den inledande prosan till eddadikten Lokasenna, men Snorre Sturlasson kallar honom träl (þrall). Tillsammans med sin kollega Fimafengr tycks Eldir ha ansvarat för arrangemangen kring ett mångomtalat gästabud som Ägir höll för asarna, men som Loke förstörde genom att råka i gräl med gästerna.
I Lokasenna är Eldir den förste som konfronterar Loke. Han representerar ”det yttre försvaret” mot objudna intränglingar och fyller alltså samma funktion som den anonyme herde som söker avvisa Skirner i Skírnismál 12.

## Gästabudet i Asgård
Snorre berättar i Skáldskaparmál att Ägir en gång råkade styra sina steg till Asgård. Han mottogs då med stor gästfrihet av Oden i Valhall, undfägnades väl och fick god underhållning. Han imponerades storligen av vad han såg.
| Om kvällen, då det skulle drickas, lät Oden bära in svärd i hallen, och de glänste så att det sken om dem, och inget annat ljus behövdes medan man satt och drack. (– – –) Alla brädväggar var prydda med vackra sköldar. Det bjöds också på mjöd och mycket blev drucket. | Ok um kveldit er drekka skyldi, þá lét Óðinn bera inn í hǫllina sverð, ok váru svá bjǫrt at þar af lýsti, ok var ekki haft ljós annat meðan við drykkju var setit. (– – –) Veggþili ǫll váru þar tjǫlduð með fǫgrum skjǫldum. Þar var ok áfenginn mjǫðr ok mjǫk drukkit. |  |

När Ägir gjorde sig redo för hemfärd bjöd han Oden och alla asarna hem till sig inom tre månader. Han ville nämligen återgälda deras gästfrihet med ett stort eget gästabud.

## Gästabudet hos Ägir
De som stod för det praktiska genomförandet av Ägirs bjudning tycks ha varit Eldir och Fimafengr, varför gudarna särskilt prisade dem för deras insatser. Men gillet urartade snabbt, vilket berättas i Lokasenna:
| Ägir hade två tjänare – Fimafengr och Eldir. Där hade man skinande guld i stället för eldsljus. Ölet bars omkring av sig självt. Platsen var lyst i frid. Alla prisade storligen hur goda tjänare Ägir hade. Loke gitte inte höra på det utan dräpte Fimafengr. Då skakade asarna sina sköldar, skriade högt och jagade Loke till skogs. Sedan återgick de till drickandet. | Ægir átti tvá þjónustumenn – Fimafengr ok Eldir. Þar var lýsigull haft fyrir elds ljós. Sjálft barsk þar ǫl. Þar var griðastaðr mikill. Menn lofuðu mjǫk, hversu góðir þjónustumenn Ægis váru. Loki mátti eigi heyra þat ok drap hann Fimafeng. Þá skóku æsir skjǫldu sína ok œpðu at Loka ok eltu hann braut til skógar, en þeir fóru at drekka. |  |

Snorre beskriver serveringen som helt automatiserad: ”Vid det gillet bars allting fram av sig självt, både mat och öl och all utrustning som behövdes till gillet.” Någon förklaring till varför Loke härsknade till ges inte, men traditionen kan ju ha innehållit en sådan, gissar Finnur Jónsson. Genom dråpet bröt Loke mot platsens frid, vilket också var ett hån mot gudarna – som dock inte kunde göra mer än att jaga bort honom, ty även han skyddades ju av den helgade friden.
Senare återvände Loke till gästabudssalen. Han fann då Eldir utomhus och frågade vad gudarna nu pratade om. Eldir svarade att de var strängt upptagna av inbördes beundran; de prisade sina vapen och sina egna hjältedåd. Loke förkunnade då som sin avsikt att gå in i salen för att reta upp dem. Eldir avrådde:
| Hör, om du går in i Ägirs hall att gästa detta gillet, allt spott och spe du sprutar på dem det torka de av på dig. Björn Collinder, 1957 | Vęizt, ef inn gęngr Ægis hallir í á þat sumbl at séa, hrópi ok rógi ef ęyss á holl ręgin, á þér munu þau þęrra þat. Finnur Jónsons normalisering, 1932 |  |

Men Loke lyssnade inte på Eldirs tal utan trädde på nytt in i salen. Därmed börjar det egentliga Lokasenna – Lokes hån mot gudarna. Men om Ägirs båda tjänare berättas inget mer.

## Namnen
Eldir tycks betyda ”den som gör upp eld”, varför han har antagits vara Ägirs kock. Fimafengr verkar betyda ”den raske behovstäckaren”, av fimi (”rask”) och fengr (ordagrant ”fångst”, men också ”anskaffning, förråd, lager” och liknande). John Lindow gissar att namnet kan tolkas ”snabb betjäning” (”hurrying service”), men måste samtidigt medge att eftersom serveringen tycks ha varit helt automatiserad kan det inte ha funnits mycket för Fimafengr att göra. Frågan är om inte Lindows uppdelning av tjänarnas ansvarsområden i matlagning och servering är alltför modern. Björn Collinder tolkar Fimafengr som ”den raske skaffaren”, och Nils Fredrik Sander översätter i sin nu föråldrade, men en gång mycket prisade utgåva av den poetiska Eddan, namnet Fimafengr till ”den raske fångstmannen”. I så fall skulle alltså Fimafengr ha ansvarat för anskaffningen (”infångandet”) av maten, medan Eldir skötte tillagningen. Serveringen skötte sig själv.

### Svenska namnformer
Någon etablerad svensk form av namnet Eldir finns nog inte. Äldre översättare (t.ex. Nils Fredrik Sander, Arvid August Afzelius och Erik Brate) försvenskar namnet till Elder. Peter August Gödecke skriver Älde, liksom Björn Collinder (1957, 1970), som dock använder stavningen Elde. Karl G. Johansson och Mats Malm låter Eldir heta Eld.